# Plommon
Plommon (Prunus domestica) är ett vanligt fruktträd med ätbar söt stenfrukt. Frukten kan antingen ätas färsk, torkas, användas till sylt eller marmelad. Ett exempel på efterrätt är plommon i madeira. 

## Biologi
Denna art är indelad i flera underarter. Dessa inkluderar sviskon (Prunus domestica subsp. domestica), rundplommon (Prunus domestica subsp. italica), mirabell (Prunus domestica ssp. syriaca) samt krikon (Prunus domestica subsp. insititia; ibland noterad som egen art).

## Historia
Plommon är inte en naturlig art. Arten togs fram i västra Asien för tusentals år sedan och är antagligen en korsning mellan slån (Prunus spinosa) och körsbärsplommon (Prunus cerasifera). Den sistnämnda används vanligen som grundstam vid ympning av plommon.